# Alexander I. (Schottland)

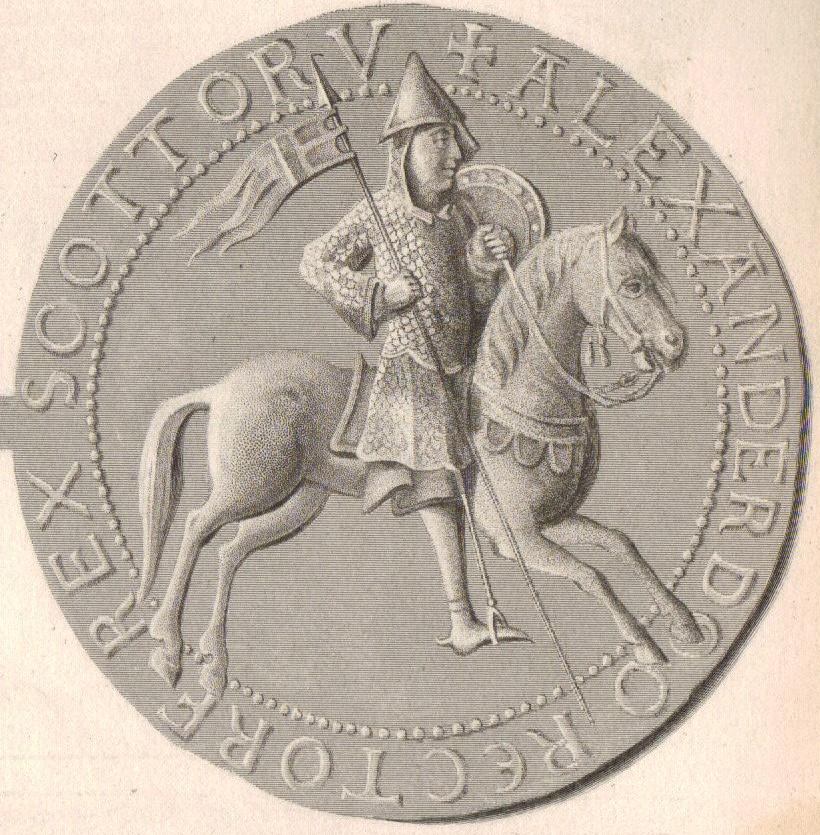
Großsiegel Alexanders I. von Schottland

Alexander I. (Alasdair mac Maíl Coluim; * 1078; † 23. April 1124 im Stirling Castle) war schottischer König von 1107 bis zu seinem Tod. 

## Leben
Er wurde als vierter Sohn von Malcolm III. und dessen zweiter Ehefrau Margareta geboren, die später heiliggesprochen wurde. Er erhielt seinen Namen zu Ehren von Papst Alexander II.
Nach dem Tod seines Bruders Edgar folgte Alexander auf den schottischen Thron. Gemäß Edgars letztem Willen erbte er jedoch nur einen Teil des Reiches. Der Teil südlich von Clyde und Forth ging an Alexanders jüngeren Bruder David I., der als Earl über dieses Gebiet herrschte. Die Gründe für die Teilung des Königreichs sind unbekannt. Alexander war unzufrieden mit dieser Vereinbarung und versuchte mehrmals, die südliche Reichshälfte unter seine Kontrolle zu bringen, jedoch erfolglos.
Alexanders Persönlichkeit war widersprüchlich. Einerseits war er ein gefürchteter Krieger, andererseits aber auch ein frommer Mensch. Der eine Aspekt seines Charakters manifestierte sich in der unbarmherzigen Niederschlagung eines Aufstands, der von den Nachkommen des früheren Königs Lulach angeführt wurde. Dadurch erhielt er den Beinamen „der Wilde“. Auf der anderen Seite jedoch unterstützte er in großzügiger Weise die Gründung von Bistümern und Klöstern, darunter die Abteien von Scone und Inchcolm.
Im Jahr 1107 heiratete er Sybilla, eine uneheliche Tochter des englischen Königs Heinrich I. Das genaue Datum und der Ort der Hochzeit sind nicht überliefert. Sybilla starb im Juli 1122 unter ungeklärten Umständen im Kloster auf der Fraueninsel (Eilean nam Ban) im Loch Tay. Die Ehe blieb kinderlos.
Alexander starb am 23. April 1124 am Königshof in Stirling. Sein Bruder David folgte ihm auf den Thron, wodurch die beiden Reichshälften wieder vereinigt wurden. Der Historiker John Fordun sagte über Alexander: „Er war dem Klerus gegenüber unterwürfig und höflich, gegen alle übrigen Untertanen ging er jedoch außerordentlich rücksichtslos vor“.